# Штайнах (Санкт-Галлен)
Штайнах (нім. Steinach SG) — громада  в Швейцарії в кантоні Санкт-Галлен, виборчий округ Роршах.

## Географія
Громада розташована на відстані близько 165 км на схід від Берна, 10 км на північний схід від Санкт-Галлена.
Штайнах має площу 4,5 км², з яких на 31,8% дозволяється будівництво (житлове та будівництво доріг), 61,6% використовуються в сільськогосподарських цілях, 5,3% зайнято лісами, 1,3% не є продуктивними (річки, льодовики або гори).

## Демографія
2019 року в громаді мешкало 3608 осіб (+9,6% порівняно з 2010 роком), іноземців було 24,4%. Густота населення становила 804 осіб/км².
За віковим діапазоном населення розподілялося таким чином: 19,1% — особи молодші 20 років, 60% — особи у віці 20—64 років, 20,9% — особи у віці 65 років та старші. Було 1598 помешкань (у середньому 2,2 особи в помешканні).
Із загальної кількості 2059 працюючих 79 було зайнятих в первинному секторі, 1450 — в обробній промисловості, 530 — в галузі послуг.